# Handroanthus pulcherrimus
El lapacho amarillo misionero o lapachillo (Handroanthus pulcherrimus) es una especie de bignoniácea arbórea del género Handroanthus. Su denominación común se debe a que sus flores son de color amarillo intenso, lo que lo torno apropiado para la ornamentación de jardines y el arbolado urbano.

## Distribución y hábitat
Este árbol se distribuye en el centro este de América del Sur. Se lo encuentra en el este del Brasil en los estados de: Minas Gerais (reserva biológica da Represa do Grama), Río de Janeiro, São Paulo, Mato Grosso del Sur, Paraná, Santa Catarina y Río Grande del Sur; en el este del Paraguay en los departamentos de: Alto Paraná, Caaguazú, Caazapá, Itapúa, Misiones y Ñeembucú; y en el nordeste de la Argentina, en el sector norte de la mesopotamia de dicho país, donde ocurre en el área de influencia del río Iguazú y de las cuencas medias y superiores de los ríos Paraná y Uruguay al igual que en sus tributarios, en las provincias de Misiones y Corrientes.
Habita en selvas subtropicales y tropicales en altitudes de entre el nivel marino y los 300 m s. n. m..
Prefiere crecer dentro de la foresta ribereña, aunque también habita los bosquetes de cerros bajos, sobre tierra negra, entre piedras, así como en biotopos de restinga en la costa marítima sudbrasileña, sobre suelo arenoso. Es empleado como un árbol urbano.

## Descripción
Es una especie arbórea, generalmente de entre 5 y 8 metros de alto, pero que puede alcanzar hasta 35 m, con un fuste recto de 70 cm de diámetro, corteza pardo grisácea rugosa, segmentada en placas irregulares; ramas de sección circular, ocráceo canosas. 
Hojas opuestas, palmadas, divididas en 5 foliolos semicoriáceos (raro hasta 7), con los bordes enteros, los cuales tienen el haz oliváceo oscuro y contrastadamente el envés de color grisáceo pálido a glauco.
Florece generalmente en primavera, a partir de septiembre, con una segunda floración entre mediados de enero y febrero (más raro hasta abril), pudiendo estar con o sin hojas en ese momento. Tirsos —con densa pubescencia amarillenta— con hasta 10 flores. Su copa se cubre de flores bastante grandes, de 60 a 82 mm de longitud, con la corola de color amarillo fuerte, algo estriado de marrón-rojizo en la garganta; el cáliz es densamente tomentoso. 
Comienza a presentar frutos maduros desde noviembre. El fruto es una cápsula en forma de larga legumbre, de una longitud de 17 a 33 cm, y un ancho de casi 1 cm, de color pardo oscuro, casi glabra, que al madurar se seca y abre, liberando multitud de semillas aladas, de 20 a 30 mm de largo por  5 a 7 mm de ancho y 0,6 a 0,8 mm de espesor, las que son dispersadas por el viento.
Características diagnósticas
Esta especie se distingue de otras de su género por presentar folíolos elípticos, con el borde entero, y cromáticamente muy discolores, al poseer el envés en tonos glaucos a causa del denso tomento adpreso blancuzco. Esta última característica le es común con H. albus, la cual es simpátrica  en la provincia de Misiones, pero se la puede distinguir porque esta última exhibe folíolos de un tamaño mayor, con numerosos nervios distanciados regularmente, y con todo el margen dentado o aserrado.

## Taxonomía
Este lapacho fue descrito originalmente en el año 1948 por el botánico Noel Yvri Sandwith, bajo el nombre científico de Tabebuia pulcherrima. En el año 2007 fue transferido al género Handroanthus por Susan O. Grose.
Localidad y ejemplar tipo
El ejemplar holotipo es el catalogado como: Bertoni 2937. Fue colectado por el sabio paraguayo de origen suizo Moisés Santiago Bertoni en el territorio de Misiones, nordeste de la Argentina.